# Saint-Masmes
Saint-Masmes è un comune francese di 458 abitanti situato nel dipartimento della Marna nella regione del Grand Est.

## Società

### Evoluzione demografica
Abitanti censiti